# Georges Cazeneuve
Georges Cazeneuve nascido em 4 de março de 1906 e falecido em 30 de julho de 1982, é o cofundador e primeiro director de publicação do Dauphiné libéré, cujo número um saiu das imprensas em 7 de setembro de 1945. Georges Cazeneuve foi muito rapidamente influênciado com o desporto como apoio da comunicação. Antes, tinha trabalhado a Nize-Matin, depois no Petit Provençal e no Petit Dauphinois.
Membro do comité de Libertação de Grenoble, militante socialista SFIO, tinha sido adjunto ao prefeito de Grenoble Léon Martin até em 1959.
Consciente da necessidade de livrar uma severa concorrência aos seus dois rivais grenobleses, Les Allobroges e Les Réveil, cria dezoito mêses após a fundação do Dauphiné Libéré, uma carreira ciclista por etapas que baptizará Critérium du Dauphiné libéré. O acontecimento conhece rapidamente um engrandecimento com efeitos desportivos e populares, antes de seduzir as maiores assinaturas comerciais do sudeste. Com data de início a três semanas da saída do Tour de France, o Critérium do Dauphiné libéré ficou conhecida como uma prova das « grandes voltas ». Todos os quíntuplos vencedores do Tour de France o conseguiram assim ao menos uma vez. A prova dauphinesa tem proporcionado igualmente a onze retomadas o vencedor do Tour de France.
Georges Cazeneuve tem lançado igualmente os Seis dias de Grenoble em 1971, a instâncias da cidade de Grenoble preocupada de dar uma nova vida ao Palácio dos desportos de gelo construído para os Jogos Olímpicos de inverno de 1968.
O seu sobrinho Thierry Cazeneuve trabalhou igualmente no Dauphiné libéré e dirigiu durante 21 anos a prova ciclista criada pelo seu tio.